# Нидем (Массачусетс)
Ни́дем (также Ни́дхем, Ни́дэм — англ. Needham) — город в округе Норфолк, штат Массачусетс, США. Является пригородом Бостона, население — 28 888 человек.

## История
Был основан в 1680 году, получил статус города в 1711 году.

## География
По данным Бюро переписи населения США, город имеет общую площадь 32,9 км², из которых 32,7 км² суши и 0,2 км² воды. Контур границ города представляет собой острый треугольник, указывающий на север. Город расположен в холмистой местности.

## Население
По данным переписи 2010 года в городе насчитывалось 28 888 человек, 10 341 домохозяйство и 7 792 семьи. Плотность населения составляет 883.4 чел./км². Расовый состав города:
- 92,3 % белые американцы
- 1,4 % афроамериканцы
- 0,2 % коренные американцы
- 7,1 % азиаты
- 0,6 % прочие расы
- 1,6 % смешанного происхождения
- 2,1 % латиноамериканцы любой расы

Из 10 341 домохозяйства 37,0 % имеют детей в возрасте до 18 лет, проживающих с родителями, 64,9 % — супружеские пары, живущие вместе, 6,9 % — женщины без мужей, а 26,7 % не имеют семьи. 23,4 % всех домохозяйств состоят из одного человека и 13,9 % из них — одинокий человек 65 лет и старше. Средний размер домохозяйства — 2,63 человека, а средний размер семьи — 3,20.
Население города на 26,2 % состоит из людей в возрасте до 18 лет, 5,3 % — от 18 до 24 лет, 25,8 % — от 25 до 44 лет, 24,7 % — от 45 до 64 лет и 18,0 % — в возрасте 65 лет и старше. Средний возраст составляет 41 год. На каждые 100 женщин приходится 90,1 мужчин. На каждые 100 женщин в возрасте 18 лет и старше насчитывалось 83,9 мужчин.
По оценке 2007 года средний доход на домохозяйство в городе составил 116 867 долларов, а средний доход на семью — 144 042 доллара. Мужчины имеют средний доход от 76 459 долларов против 47 092 долларов для женщин. Доход на душу населения в городе составил 56 776 долларов. Около 1,6 % семей и 2,5 % населения были ниже черты бедности, в том числе 1,2 % тех, кто моложе 18 лет и 4,2 % тех, кто в возрасте 65 лет и старше.

## Экономика
Нидем это в первую очередь спальный пригород Бостона, однако в городе находятся штаб-квартиры таких компаний как Turbine, Inc. и TripAdvisor.

## Известные люди

### Академики
- Гудмен, Нельсон (умер в Нидеме)
- Кумарасвами, Ананда (умер в Нидеме)
- Уэллер, Томас Хакл (умер в Нидеме)

### Актёры
- Рассел, Гарольд (жил в Нидеме)
- Слэттери, Джон (учился в школе в Нидеме)

### Астронавты
- Уильямс, Сунита (считает Нидем своим домом)

### Музыканты
- Патрик, Ричард (родился в Нидеме)

### Политики
- Бейкер, Чарли (вырос в Нидеме)
- Джекс, Черил (жила в Нидеме)

### Спортсмены
- Баиев, Хасан Жунидович (живёт в Нидеме)
- Лилли, Кристин (живёт в Нидеме)
- Милбери, Майк (живёт в Нидеме)
- Райсман, Александра (живёт в Нидеме)

### Художники
- Уайет, Ньюэлл Конверс (родился в Нидеме)